# Charles Reboul
Pour les articles homonymes, voir Reboul.
Charles Reboul (né le 17 février 1919 à Robion (Vaucluse) et mort le 3 août 2001 à Cavaillon) est un homme politique français.